# María Eugenia Vaz Ferreira

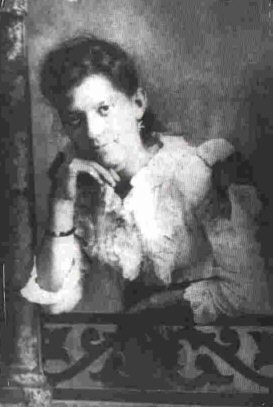
Maria Eugenia Vaz Ferreira

Maria Eugenia Vaz Ferreira (* 13. Juli 1875 in Montevideo, Uruguay; † 20. Mai 1924 ebenda) war eine uruguayische Autorin, Dichterin und Hochschullehrerin. Sie gehört neben Delmira Agustini und Juana de Ibarbourou zu den bekanntesten Dichterinnen Uruguays.

## Leben und Werk
Ferreira war das jüngste von drei Kindern von dem portugiesischen Kaufmann Manuel Vaz Ferreira und Belén Ribeiro. Sie wurde von Privatlehrern unterrichtet und absolvierte kein reguläres Studium. Sie lernte die deutsche Sprache, um die Gedichte von deutschen Dichtern wie Heinrich Heine in ihrer Originalfassung zu lesen. Sie studierte Klavier bei ihrem Onkel León Ribeiro und nahm zwischen 1895 und 1910 als Konzertkünstlerin an einigen öffentlichen Veranstaltungen teil. Ihr Vater starb im Alter von sechzig Jahren auf einer Geschäftsreise nach Brasilien, woraufhin ihr Bruder Carlos Vaz Ferreira die Rolle des Familienpatriarchen übernahm.
Als die Universität der Frauen in Montevideo gegründet wurde, wurde sie 1905 dort mit der Ausübung von Funktionen im Sekretariat beauftragt. 1917 übernahm sie die Position einer Professorin am Institut für Literatur zeitgleich mit Paulina Luisi und Enriqueta Compte i Riqué am Instituto Normal de Señoritas.
Am 2. Februar 1914, beim Luftfahrtfest des National Aviation Center, stieg sie als erste Uruguayerin in ein Flugzeug und überflog die Umgebung der Rennstrecke Maroñas in Montevideo. Ihr Gesundheitszustand zwang sie 1922, die Universität unter Ausnutzung des Rentengesetzes zu verlassen. 

## Literarische Karriere
Sie war Mitglied der Generación del 900, eine Gruppe uruguayischer Schriftsteller, die zwischen 1868 und 1886 geboren waren und zu der Carlos Reyles, Javier de Viana, Delmira Agustini, Carlos Roxlo und Emilio Frugoni gehörten. Ferreira begann in ihrer frühen Jugend mit dem Schreiben von Gedichten, hauptsächlich handgeschriebenen Gelegenheitsgedichten für Familie und Freunde, und im Alter von achtzehn Jahren wurden mehrere Gedichte in Zeitschriften und Magazinen in Uruguay und Argentinien veröffentlicht. Ihre erste öffentliche Lesung gab sie 1893, und als sie 20 wurde, erschienen ihre Gedichte Monólogo, La sirena und A una golondrina bereits in mehreren Anthologien. Von 1899 bis 1907 wurden viele ihrer Gedichte in renommierten Zeitschriften wie La Revista, La Nueva Atlántida und Rojo y Blanco veröffentlicht. 1905 wurden elf ihrer Gedichte in Raúl Montero Bustamantes Anthologie El Parnaso Oriental aufgenommen.
Sie traf eine Auswahl von 41 Gedichten, die sie zunächst unter dem Titel Fuego y Mármol oder Las Islas de Oro veröffentlichen wollte, später jedoch als The Island of Canticles erschienen. Sie konnte die Ausgabe nicht mehr vor ihrem Tod beenden und diese wurde von ihrem Bruder fertiggestellt. 1924 veröffentlichte ihr Bruder die Gedichtsammlung La isla de los canticos.
Sie schrieb auch drei Theaterstücke, die im Teatro Solís uraufgeführt wurden: 1908 La piedra philosofal, 1909 das Drama Los peregrinos, das 1909 den Salus-Wettbewerb gewann, und 1913 Resurrexit. Unter ihren Papieren befinden sich die Entwürfe eines vierten unvollständigen Werkes mit dem Titel Nube de estío .
Erst 1959 fand der uruguayische Schriftsteller und Philosoph Emilio Oribe Ferreiras unveröffentlichtes Lebenswerk mit Entwürfen, Revisionen und Briefen. Er veröffentlichte La otra isla de los cánticos, bestehend aus 71 Gedichten, die nicht in Ferreiras erstem Buch enthalten waren.
1986 veröffentlichte Hugo J. Verani eine kommentierte Ausgabe ihrer gesammelten Werke. Diese Ausgabe enthält 87 Gedichte, die zuvor in keinem ihrer beiden ersten Bücher erschienen waren. Verani hatte einige ihrer Gedichte in Zeitungen des späten neunzehnten und des frühen zwanzigsten Jahrhunderts aufgespürt, ebenso einige poetische Fragmente und Gedichte, die sie für Familie und Freunde geschrieben hatte.
2007 veröffentlichte die Modern Language Association of America eine Anthology of Spanish American Modernismo in englischer Übersetzung mit spanischem Text. Dieses Werk enthält ein Kapitel über Ferreira sowie drei ihrer Gedichte und die ersten bekannten englischen Übersetzungen von Ferreira.

## Posthume Veröffentlichungen (Auswahl)
- 1924: La isla de los cánticos
- 1959: La otra isla de los cánticos. Impresora Uruguaya. Montevideo.